# Fire on Earth
Fire On Earth is het achtste studioalbum van het Nederlandse duo Laser Dance. Het album is uitgebracht in 1994. Componist van alle nummers is Michiel van der Kuy. Het album gaat verder met de klassieke stijl van de groep, zonder iets nieuws aan het thema te geven. Het enige verschil met vorige albums is de aanwezigheid van drie langzamere ballads.

## Tracklist
| Nr. | Titel                 | Duur |
| --- | --------------------- | ---- |
| 1.  | Under Fire            | 5:26 |
| 2.  | Pirates Of The Dark   | 5:30 |
| 3.  | The Asphyx            | 5:30 |
| 4.  | No Man's Land         | 5:44 |
| 5.  | Everlasting Dream     | 5:16 |
| 6.  | Entering The Darkness | 5:01 |
| 7.  | Fire On Earth         | 6:00 |
| 8.  | Forgotten Zone        | 5:01 |
| 9.  | No Pressure           | 5:05 |
| 10. | Silent Running        | 5:05 |
| 11. | Fire On Earth (Remix) | 6:29 |